# Business Intelligence Competency Center
Ein Business Intelligence Competence Center (englisch etwa Kompetenzzentrum für Geschäftsanalytik, Abk. BICC) ist ein funktionsübergreifendes Team innerhalb einer Organisation. Es übernimmt Aufgaben, Rollen, Verantwortlichkeiten und Vorgänge, um die wirksame Anwendung der Business-Intelligence (BI) innerhalb einer Organisation zu unterstützen und zu fördern.
Das IT-Beratungsunternehmen Gartner Inc. trat 2003 dafür ein, dass Gesellschaften solch ein BICC brauchen, um Business Intelligence anwenden zu können. Das Konzept wurde seitdem durch praktische Einführung in Organisationen, die BI und analytische Software implementiert haben, weiter verbessert.
Der Begriff „BICC“ wird in der Praxis nicht gut in die Nomenklatur von Organisationen im Geschäfts- und Öffentlichkeits-Bereich integriert und zudem bestehen große Unterschiede im organisatorischen Aufbau für BICCs.
Das BICC-Konzept führt zur Bildung von Einheiten, die hauptsächlich sicherstellen, dass Informationen unter Anwendung der BI-Software für die Entscheidungsfindung genutzt werden und dass der ROI durch eine Investition in BI gesteigert wird.
Ein BICC koordiniert Tätigkeiten und Ressourcen. Damit soll es sicherstellen, dass überall in einer Organisation systematisch ein auf Tatsachen beruhender Ansatz zur Entscheidungsfindung umgesetzt wird. Es ist sowohl für die Governance-Struktur für BI als auch für analytische Programme, Projekte, Praktiken, Software und Architektur verantwortlich. Dementsprechend werden Pläne, Prioritäten, Infrastruktur und Kompetenzen erstellt, welche die Organisation braucht, um vorausschauende strategische Entscheidung unter Nutzung von BI und analytischen Software-Einsatzmöglichkeiten zu treffen.
Der Einfluss eines BICCs geht weit über den typischer Geschäftsbereiche hinaus und spielt daher eine äußerst wichtige zentrale Rolle im organisatorischen und strategischen Prozessablauf. Ziel des BICCs ist demnach, die ganze Organisation zu ermächtigen, BI von allen Abteilungen aus zu koordinieren. Durch Zentralisierung „… stellt es sicher, dass Informationen und Best Practices über die ganze Organisation hinweg kommuniziert und geteilt werden, damit jeder aus Erfolgen und gelernten Lektionen Nutzen zieht.“
Bei der Förderung des Zusammenspiels von verschiedenen Kulturen und Einheiten innerhalb einer Organisation spielt das BICC auch eine wichtige organisatorische Rolle. Sein zentraler Auftrag ist Wissensvermittlung, Verbesserung von analytischen Fähigkeiten, Nachhilfe und Training. Ein BICC sollte von daher eine zentrale Anlaufstelle sein, um sicherzustellen, dass möglichst viele Informationen konsumiert werden und dass BI einen Mehrwert erzielt.